# 죽은 황녀를 위한 파반느
《죽은 황녀를 위한 파반느》는 1986년 11월 30일에 방영되었던 MBC 베스트셀러극장이다.

## 줄거리
클라라 킴은 귀국하자마자 희곡작가 장이진에게 달려가지만, 이진은 클라라를 여란으로 착각한다.
클라라의 풀롯 연주를 들으면서 이진은 자살을 하게 되고 그의 비밀이 조금씩 밝혀진다.
16년 전 무명의 희곡작가인 이진은 서툰 플롯 연주로 인해 여란과 가까워진다.
여란은 어머니가 독일로 떠난 후 할아버지와 함께 살다가 할아버지마저도 가출을 하자 혼자 살고 있는 소녀다.

## 출연
- 강유일
- 김민희(여란)
- 김영옥
- 김용란
- 김정옥
- 김현숙
- 김호영
- 나정옥
- 나한일(장이진)
- 문용민
- 박용팔
- 신국
- 오승명
- 윤창우
- 임현식
- 박경순
- 정한헌
- 정혜정
- 홍민우